# Club Deportivo Waterpolo Navarra
Il Club Deportivo Waterpolo Navarra è una società di pallanuoto spagnola con sede a Pamplona.
Il club viene fondato nel 2004 a seguito della decisione del Club Deportivo Larraina di cancellare la pallanuoto dal programma societario. Tale decisione fu ufficialmente presa nel giugno 2004, quando all'allora presidente del Larraina, Fernando Munárriz, l'assemblea dei soci del club chiese di occuparsi di pallanuoto al di fuori del club. Il 4 agosto la nuova società vede la luce, grazie allo stesso Munárriz, Mike Garay e Fermín Manso, il quale diviene primo presidente. Nel maggio 2005 Munárriz lascia l'incarico di presidente al Larraina, passando ad essere presidente del Navarra, mentre Manso assume il ruolo di vice.
Obiettivo del club è la crescita della pallanuoto nel territorio, e per questo motivo lo statuto societario prevede che almeno il 70% dei giocatori della prima squadra debba provenire dal vivaio.
Le stagioni 2004-05 e 2005-06, tuttavia, vedono il club partecipare ancora con il nome di Larraina, finché nel 2006 il Waterpolo Navarra acquisisce tutti i diritti della sezione pallanuotistica del Larraina, potendo così iscriversi ai campionati con il suo nome. La stagione 2007-08 vede il Navarra salire in División de Honor, la massima categoria della pallanuoto in Spagna. Nel 2010-11 il club conquista per la prima volta il diritto a partecipare agli spareggi per il titolo.

## Rosa 2015-2016
| N° |                          | Ruolo | Giocatore       |
| -- | ------------------------ | ----- | --------------- |
|    | Inghilterra (bandiera)   | P     | Matthew Holland |
|    | Spagna (bandiera)        | CV    | Aritz Zamarbide |
|    | Venezuela (bandiera)     | CV    | Alex Carruido   |
|    | Spagna (bandiera)        | CV    | Gorka Gamboa    |
|    | Spagna (bandiera)        | D     | Julián García   |
|    | Nuova Zelanda (bandiera) | A     | Matthew Small   |
|    | Spagna (bandiera)        | A     | Julen Artola    |

| N° |                   | Ruolo | Giocatore       |
| -- | ----------------- | ----- | --------------- |
|    | Spagna (bandiera) | A     | Jaime Arriazu   |
|    | Spagna (bandiera) | A     | Aitor Rodríguez |
|    | Spagna (bandiera) | A     | Fermín Arriazu  |
|    | Spagna (bandiera) | A     | Javier Marcen   |
|    | Spagna (bandiera) | CB    | Asier Esteban   |
|    | Spagna (bandiera) | CB    | Javier Munárriz |